# Архідієцезія Святого Якова на Кубі
Архідієцезія Святого Якова на Кубі (лат. Archidioecesis Sancti Iacobi in Cuba; ісп. Arquidiócesis de Santiago de Cuba) — архідіоцезія римського обряду Католицької церкви на Кубі, з центром у місті Сантьяго-де-Куба.  Входить до складу Сантьяго-де-Кубинської церковної провінції.  Заснована 24 листопада 1803 року. Голова — архієпископ Сантьяго-де-Кубинський. Центральний храм — Сантьяго-де-Кубинський собор. Суфраганні діоцезії — Баямо-Мансанільйоська, Гуантанамо-Баракоаська, Ольгінська. Площа — 6,043 км². Населення — 1,050,000 ос.; з них католики — 255,500 ос. (24.3%). Чинний голова — Діонісіо Гарсія Ібаньєс, архієпископ Сантьяго-де-Кубинський.

## Історія
28 квітня 1522 року була заснована Сантьяго-де-Кубинська діоцезія. До її юрисдикції входила Куба і прилеглі острови.
24 листопада 1803 року діоцезію перетворили на Сантьяго-де-Кубинську архідіоцезію. Вона стала центром Сантьяго-де-Кубинської церковної провінції.
10 вересня 1787 року зі складу архідіоцезії була виокремлена Гаванська діоцезія, що 1925 року отримала статус архідіоцезії.
8 січня 1979 року зі складу архідіоцезії була виокремлена Ольгінська діоцезія, 9 грудня 1995 року — Баямо-Мансанільйоська діоцезія, а 24 січня 1998 року Гуантанамо-Баракоаська діоцезія.

## Архієпископи
- 18 липня 1875 — 14 лютого 1889: Хосе-Марія Мартін-де-Еррера
- Діонісіо Гарсія-Ібаньєс

## Статистика
Згідно з «Annuario Pontificio» і Catholic-Hierarchy.org:
| Рік  | Населення | Населення | Населення | Священики | Священики | Священики | Священики           | Диякони | Ченці    | Ченці | Парафії |
| Рік  | католики  | загалом   | %         | загалом   | секулярні | ченці     | вірних на священика | Диякони | чоловіки | жінки | Парафії |
| ---- | --------- | --------- | --------- | --------- | --------- | --------- | ------------------- | ------- | -------- | ----- | ------- |
| 1950 | ?         | ?         | ?         | 84        | 34        | 50        | ?                   |         | 84       | 198   | 30      |
| 1966 | ?         | 2.200.000 | ?         | 36        | 14        | 22        | ?                   |         |          | 7     | 35      |
| 1970 | ?         | 2.960.000 | ?         | 34        | 13        | 21        | ?                   |         | 23       | 17    | 35      |
| 1976 | 980.000   | 3.100.000 | 31,6      | 36        | 21        | 15        | 27.222              |         | 17       | 15    | 35      |
| 1980 | 540.000   | 2.200.000 | 24,5      | 24        | 13        | 11        | 22.500              |         | 17       | 17    | 21      |
| 1990 | 570.000   | 2.308.000 | 24,7      | 27        | 16        | 11        | 21.111              |         | 14       | 33    | 21      |
| 1999 | 241.000   | 1.909.000 | 12,6      | 22        | 9         | 13        | 10.954              |         | 35       | 32    | 13      |
| 2000 | 241.000   | 1.090.000 | 22,1      | 22        | 9         | 13        | 10.954              |         | 24       | 30    | 13      |
| 2001 | 246.000   | 1.090.000 | 22,6      | 20        | 8         | 12        | 12.300              |         | 24       | 29    | 13      |
| 2002 | 247.000   | 1.094.000 | 22,6      | 23        | 9         | 14        | 10.739              |         | 26       | 33    | 13      |
| 2003 | 248.000   | 1.041.374 | 23,8      | 20        | 8         | 12        | 12.400              |         | 15       | 31    | 13      |
| 2004 | 248.000   | 1.041.374 | 23,8      | 20        | 8         | 12        | 12.400              | 2       | 17       | 33    | 13      |
| 2010 | 255.500   | 1.050.000 | 24,3      | 26        | 15        | 11        | 9.826               | 4       | 17       | 36    | 16      |
| 2014 | 254.300   | 1.047.181 | 24,3      | 28        | 15        | 13        | 9.082               | 2       | 21       | 34    | 16      |

## Суфраганні діоцезії
- Баямо-Мансанільйоська діоцезія
- Гуантанамо-Баракоаська діоцезія
- Ольгінська діоцезія